# NHK短歌
NHK短歌（エヌエイチケイたんか）は、NHK Eテレ、NHKワールド・プレミアムの短歌番組。
元々はNHK歌壇（エヌエイチケイかだん）と題して1997年4月11日から放送されたが、2005年4月2日以降は当タイトルに変更された。また2012年4月1日からは、毎月第4日曜日放送分が初心者向けの短歌講座「短歌de胸キュン」としてリニューアルされたが、2021年3月28日を最後に「NHK短歌」本体へ再統合された。

## 概要
毎週決められた題の短歌（題詠）を全国から公募し、選者が評価する。また、毎年3月にはNHK全国短歌大会も行われ、大会大賞を決める。
「短歌de胸キュン」では毎回異なる「場所」をテーマに視聴者からの短歌の投稿に加え、出演者（下記参照）が投稿されたエピソードや出演者自身のエピソードを基に短歌を作るという趣旨も加えられる。毎回投稿作の中からは「胸キュン大賞」（「NHK短歌」本体でいう一席に相当）が選ばれ、その作品は番組のホームページ上でも公開されるほか「NHK短歌テキスト」にも掲載される。これに加え2012年度は女性芸人出演による妄想恋愛短歌の再現ミニドラマコーナーがあり、2013年度からは、番組で募集した短歌作りに携わる学校や団体を出演者が訪問して短歌の競作を行う「Shall we 短歌」のコーナーとなった。また毎年8月・1月・3月放送分は「増刊号」と称した「Shall we 短歌」の拡大版といえる全編ロケとなった。なお、曜日配列の関係で第5日曜日まである月はこの「短歌de胸キュン」を2週続きで放送して調整したが、第5日曜日分を前週の再放送とする場合と、前述の「増刊号」を充てて前後編形式とするケースに分かれていた。
前述のように2021年度から「短歌de胸キュン」は「NHK短歌」本体の第4週分として再統合されたが、2021年度の第4週分はその名残から、本体の番組構成に沿いつつも、番組後半に短歌の基礎知識を扱うコーナーを設けていたり、他の週のようにゲストを招かない、最優秀作品は一席のみとするなどの違いがあった。また、曜日配列の関係で第5日曜日まである月は、第4週分を第5週との前後編として「NHK短歌増刊号・タンカツ」として送る場合があった。「タンカツ」は「頑張る人々を短歌で応援する」というテーマを掲げた全編ロケ形式となっており、「短歌de胸キュン」の増刊号に近いフォーマットであった。この場合の同月第4週の投稿作品の発表は番組の最後にナレーションと字幕のみで行われた。なお、「タンカツ」を放送せず第4週を通常形式で放送する場合は、第5週を前週の再放送としていた。
2021年度まで第4週に行われていた短歌初心者向けの内容は、2022年度では7 MEN 侍のメンバーが出演する第1週の放送「短歌侍への道」へシフトしており、ナレーションによる句の紹介や添削内容の補足が挿入されたり、番組後半に短歌対決を行うなど、「短歌de胸キュン」時代の演出を一部復活させている。合わせて、「タンカツ」は第5日曜日のみに編成されるようになり、同番組が放送されない月は第5日曜日を同月第1週の再放送とするようになった。出演者を総入れ替えした2023年以降も、第1週の放送を短歌初心者向けと位置づけ、芸能人を男女1名ずつ生徒役として起用している。また「タンカツ」は放送されなくなり、以降の第5日曜日は同月第1週または第4週の再放送、またはミニコーナー「ことばのバトン」の総集編に充てている。
なお、1月が第5日曜日まである場合は、第1日曜日が正月三が日となり本放送が休止されるため、「増刊号」等での調整対応は行わず、1週ずつ担当を繰り下げて対応し、第1週の再放送枠は過去回のアンコール放送に充てる。また、4月が第5日曜日まである場合も、改編時期の都合上、4月第1週を「3月第5週」と扱い、4月分の担当を1週ずつずらす場合がある。
2020年度は新型コロナウィルス感染症にともなう緊急事態宣言の影響により、4月19日放送分を最後に新規放送をいったん中止。4月26日から5月17日までは「短歌de胸キュン」も含めて2019年度の同時期に放送された回の再放送を行った。延期されていた「短歌de胸キュン」の2020年度初回放送となった5月24日放送分より、リモート収録により新規放送を再開しており、「短歌de胸キュン」以外ではスタジオに進行役のアナウンサーを配置していた。緊急事態宣言解除を受けて、6月21日放送分よりソーシャルディスタンスに配慮しながら通常収録を再開した。

## 放送時間
（出典：）
| 放送期間            | 番組名  | 放送時間（日本時間）         | 放送時間（日本時間）                                    |
| 放送期間            | 番組名  | 本放送                       | 再放送                                                  |
| ------------------- | ------- | ---------------------------- | ------------------------------------------------------- |
| 1997年度            | NHK歌壇 | 金曜日 21:25 - 21:50（25分） | 火曜日 12:30 - 12:55（25分）                            |
| 1998年度            | NHK歌壇 | 金曜日 21:25 - 21:50（25分） | 火曜日 15:30 - 15:55（25分）                            |
| 1999年度 - 2002年度 | NHK歌壇 | 日曜日 7:30 - 8:00（30分）   | 木曜日 5:25 - 5:55（30分） 金曜日 12:00 - 12:30（30分） |
| 2003年度            | NHK歌壇 | 土曜日 6:40 - 7:10（30分）   | 木曜日 5:30 - 6:00（30分）                              |
| 2004年度            | NHK歌壇 | 土曜日 7:30 - 8:00（30分）   | 木曜日 5:30 - 6:00（30分）                              |
| 2005年度 - 2006年度 | NHK短歌 | 土曜日 7:30 - 8:00（30分）   | 木曜日 5:30 - 6:00（30分）                              |
| 2007年度 - 2008年度 | NHK短歌 | 日曜日 7:30 - 8:00（30分）   | 木曜日 5:30 - 6:00（30分）                              |
| 2009年度            | NHK短歌 | 日曜日 7:00 - 7:30（30分）   | 木曜日 5:05 - 5:35（30分）                              |
| 2010年度            | NHK短歌 | 日曜日 6:00 - 6:25（25分）   | 水曜日 14:30 - 14:55（25分）                            |
| 2011年度 - 2021年度 | NHK短歌 | 日曜日 6:00 - 6:25（25分）   | 火曜日 15:00 - 15:25（25分）                            |
| 2022年度 - 2023年度 | NHK短歌 | 日曜日 6:00 - 6:25（25分）   | 金曜日 14:10 - 14:35（25分）                            |
| 2024年度 -          | NHK短歌 | 日曜日 6:00 - 6:25（25分）   | 木曜日 14:10 - 14:35（25分）                            |

## 司会
2025年度現在
- 第1週・第2週：ヒコロヒー（2023年度 - ）
- 第3週・第4週：尾崎世界観（2023年度 - ）

過去
- 水原紫苑（歌人、1997・1998年度の第1・2週）
- 俵万智（歌人、1997・1998年度の第3・4週、1999年度の第1・2週。のちに選者として再登用）
- 小島ゆかり（歌人、1999・2000年度の第3・4週。のちに選者として再登用）
- 栗木京子（歌人、2000・2001年度の第1・2週。のちに選者として再登用）
- 梅内美華子（歌人、2001年度の第3・4週、2002年度の全週。のちに選者として再登用）
- 平野啓子（フリーアナウンサー、2003年度 - 2005年度）
- 内藤啓史（NHKアナウンサー、2006年度 - 2009年度）
- 濱中博久（NHKアナウンサー、2010年度 - 2014年度）
- 知花くらら（2014年8月放送分）
- 剣幸（2015年度 - 2017年度）
- 星野真里（2018年度 - 2021年度の第1・2週、2022年度の第2 - 4週）
- 有森也実（2018年度 - 2021年度の第3週）
- 藤井彩子（NHKアナウンサー、2020年6月7日・14日のスタジオ進行） - 該当回は前述の理由により、司会・選者ともスタジオ外からのリモート出演となっていた。
- 小沢一敬（スピードワゴン）（2014年8月放送分、2021年度の第4週、2022年度の第1週） - 第5週まである月の「タンカツ」の司会も兼務。

## レギュラーゲスト
2025年度現在
- 菊池銀河（2025年度 - 、第1週）
- 横田真子（2025年度 - 、第1週）

過去
- カン・ハンナ（2018年度 - 2022年度） - 2021年度までは第1・2週を担当していた。2022年度は6月まで第2・3週を担当し、7月から第4週にも出演。
- 井戸田潤（スピードワゴン）（2021年度、第4週不定期） - 2021年8月22日は、小沢一敬が新型コロナウィルス感染により休演したため、司会を代行。
- 小島よしお（2021年度、第4週不定期）
- 濱田龍臣（2021年度、第4週不定期）
- 小澤愛実（シュークリームロケッツ）（2021年度、第4週不定期）
- 本髙克樹・矢花黎（7 MEN 侍 / ジャニーズJr.、2022年度、第1週） - 「タンカツ」にも出演。6月からは出演のない週にもロケコーナー「短歌武者修行」にて登場。
- 内藤秀一郎（2023年度・2024年度、第1週）
- 深尾あむ（2023年度・2024年度、第1週）

## 選者
2025年度現在
- 第1週：横山未来子
- 第2週：荻原裕幸
- 第3週：永田紅
- 第4週：木下龍也

歴代
- 1997年 - 1998年度：馬場あき子、佐佐木幸綱、安永蕗子、岡井隆
- 1999年度：尾崎左永子、佐佐木幸綱、河野裕子、岡井隆
- 2000年度：尾崎左永子、高野公彦、河野裕子、岡野弘彦
- 2001年度：雨宮雅子、高野公彦、道浦母都子、伊藤一彦
- 2002年度：藤井常世、春日井建、蒔田さくら子、伊藤一彦
- 2003年 - 2004年度：松平盟子、永田和宏、小島ゆかり、福島泰樹
- 2005年 - 2006年度：佐佐木幸綱、河野裕子、三枝昂之、山埜井喜美枝
- 2007年 - 2008年度：栗木京子、高野公彦、辺見じゅん、川野里子
- 2009年 - 2010年度：今野寿美、加藤治郎、東直子、米川千嘉子
- 2011年 - 2012年度：来嶋靖生、花山多佳子、坂井修一、佐伯裕子
- 2013年度：小島ゆかり、斉藤斎藤、永田和宏、佐伯裕子
- 2014年度：小島ゆかり、斉藤斎藤、永田和宏、梅内美華子
- 2015年度：佐佐木幸綱、染野太朗、栗木京子、佐伯裕子
- 2016年度：坂井修一、小島なお、伊藤一彦、栗木京子
- 2017年度：永田和宏、大松達知、黒瀬珂瀾、佐伯裕子
- 2018年度：東直子、真中朋久、松村由利子、栗木京子
- 2019年度：江戸雪、佐佐木頼綱、大辻隆弘、佐伯裕子
- 2020年度：松村正直、小島なお、寺井龍哉、栗木京子
- 2021年度：田村元、佐佐木頼綱、大森静佳、佐伯裕子
- 2022年度：栗木京子、笹公人、江戸雪、佐佐木定綱
- 2023年度：川野里子、山崎聡子、吉川宏志、岡野大嗣
- 2024年度：川野里子、俵万智、大森静佳、枡野浩一

※名前の並びは左から順に第1週 - 第4週担当である。2012年度から2020年度まで、第4週担当は「短歌de胸キュン」の講師も兼任していた。

## 「短歌de胸キュン」の出演者
選者・講師
- 栗木京子（2016年度、2018年度、2020年度）
- 佐伯裕子（2012 - 2013年度、2015年度、2017年度、2019年度）
- 梅内美華子（2014年度）

生徒
- スピードワゴン（井戸田潤・小沢一敬）（全期間）
- 小島よしお（全期間）
- 鈴木あや（2012 - 2015年度）
- 寿るい（2012 - 2015年度）
- えりちょす（2012 - 2016年度）
- 松下雄一郎（2014年度）
- カン・ハンナ（2014年度 - 2017年度）
- 村上健志（フルーツポンチ）（2015 - 2020年度）
- マクドナルド・サラ（2016年度）
- 星野真里（2017年度）
- 永島聖羅（2018 - 2019年度）
- 石田安奈（2018 - 2019年度）
- 濱田龍臣（2019 - 2020年度）
- 白鳥羽純（2020年度）
- 小澤愛実（シュークリームロケッツ）（2020年度）

同時に出演できるのはこのうち4名である。番組最後には毎回この6 - 8名の中から次回放送分の出演者4名を決める短歌対決が行われ、前回不合格となった2 - 4名も含む全員がテーマに沿った短歌を詠み披露した。これを講師が審査して、合格した4名が次回放送分に出演できた。
こういった形式のため、司会・進行担当者は固定されていなかった（小沢一敬または井戸田潤が担当することが多かった）。
前述のように、「短歌de胸キュン」としての最終出演者のうち若干名は、再統合後の「NHK短歌」第4週にも引き続き出演するが、司会は小沢一敬に固定され、それ以外の出演者は月替わりの不定期出演となる。

## テキスト
テキストのNHK短歌は、NHK出版から毎月20日に発売される。